# Vladimir Beț
Vladimir Alexei Beț (14 aprilie 1834, n. Tatarovșcina, lângă Ostra, reg. Cernigov - 12 octombrie 1894) a fost un anatom și histolog ucrainean, profesor de anatomie la Universitatea din Kiev (1868), unul dintre întemeietorii științei despre citoarhitectonică a scoarței cerebrale. A descris (1874) celulele gigante piramidale (celulele lui Beț). 

## Opera
- Biblus Arhivat în 5 martie 2016, la Wayback Machine.
- «Das Gesetz der Vertheilung der Gyri und Sulci der menschlichen Gehirnoberfläche» (« Sitzber. der Wiener Psychiatren»